# Claudio Baeza
Claudio Andrés Baeza Baeza (Los Ángeles, 23 dicembre 1993) è un calciatore cileno, centrocampista del Vélez Sarsfield e della nazionale cilena.

## Carriera
Ha vinto il campionato cileno nel 2014 e nel 2015 con il Colo Colo.

## Statistiche

### Cronologia presenze e reti in nazionale
| Cronologia completa delle presenze e delle reti in nazionale ― Cile | Cronologia completa delle presenze e delle reti in nazionale ― Cile | Cronologia completa delle presenze e delle reti in nazionale ― Cile | Cronologia completa delle presenze e delle reti in nazionale ― Cile | Cronologia completa delle presenze e delle reti in nazionale ― Cile | Cronologia completa delle presenze e delle reti in nazionale ― Cile | Cronologia completa delle presenze e delle reti in nazionale ― Cile | Cronologia completa delle presenze e delle reti in nazionale ― Cile |
| Data                                                                | Città                                                               | In casa                                                             | Risultato                                                           | Ospiti                                                              | Competizione                                                        | Reti                                                                | Note                                                                |
| ------------------------------------------------------------------- | ------------------------------------------------------------------- | ------------------------------------------------------------------- | ------------------------------------------------------------------- | ------------------------------------------------------------------- | ------------------------------------------------------------------- | ------------------------------------------------------------------- | ------------------------------------------------------------------- |
| 6-9-2019                                                            | Los Angeles                                                         | Cile                                                                | 0 – 0                                                               | Argentina                                                           | Amichevole                                                          | -                                                                   | 49’ 55’                                                             |
| 11-9-2019                                                           | San Pedro Sula                                                      | Honduras                                                            | 2 – 1                                                               | Cile                                                                | Amichevole                                                          | -                                                                   |                                                                     |
| 12-10-2019                                                          | Alicante                                                            | Colombia                                                            | 0 – 0                                                               | Cile                                                                | Amichevole                                                          | -                                                                   | 71’                                                                 |
| 15-10-2019                                                          | Alicante                                                            | Guinea                                                              | 2 – 3                                                               | Cile                                                                | Amichevole                                                          | -                                                                   | 75’                                                                 |
| 9-10-2020                                                           | Montevideo                                                          | Uruguay                                                             | 2 – 1                                                               | Cile                                                                | Qual. Mondiali 2022                                                 | -                                                                   | 90’                                                                 |
| 14-10-2020                                                          | Ñuñoa                                                               | Cile                                                                | 2 – 2                                                               | Colombia                                                            | Qual. Mondiali 2022                                                 | -                                                                   |                                                                     |
| 13-11-2020                                                          | Santiago del Cile                                                   | Cile                                                                | 2 – 0                                                               | Perù                                                                | Qual. Mondiali 2022                                                 | -                                                                   | 71’                                                                 |
| 17-11-2020                                                          | Caracas                                                             | Venezuela                                                           | 2 – 1                                                               | Cile                                                                | Qual. Mondiali 2022                                                 | -                                                                   | 46’                                                                 |
| 5-9-2021                                                            | Quito                                                               | Ecuador                                                             | 0 – 0                                                               | Cile                                                                | Qual. Mondiali 2022                                                 | -                                                                   |                                                                     |
| 9-9-2021                                                            | Quito                                                               | Colombia                                                            | 3 – 1                                                               | Cile                                                                | Qual. Mondiali 2022                                                 | -                                                                   |                                                                     |
| 14-10-2021                                                          | Santiago del Cile                                                   | Cile                                                                | 3 – 0                                                               | Venezuela                                                           | Qual. Mondiali 2022                                                 | -                                                                   | 78’                                                                 |
| 11-11-2021                                                          | Asunción                                                            | Paraguay                                                            | 0 – 1                                                               | Cile                                                                | Qual. Mondiali 2022                                                 | -                                                                   |                                                                     |
| 16-11-2021                                                          | Santiago del Cile                                                   | Cile                                                                | 0 – 2                                                               | Ecuador                                                             | Qual. Mondiali 2022                                                 | -                                                                   | 75’                                                                 |
| 8-12-2021                                                           | Austin                                                              | Messico                                                             | 2 – 2                                                               | Cile                                                                | Amichevole                                                          | -                                                                   | cap. 73’                                                            |
| 11-12-2021                                                          | Los Angeles                                                         | El Salvador                                                         | 0 – 1                                                               | Cile                                                                | Amichevole                                                          | -                                                                   | cap. 24’ 82’                                                        |
| 1-2-2022                                                            | La Paz                                                              | Bolivia                                                             | 2 – 3                                                               | Cile                                                                | Qual. Mondiali 2022                                                 | -                                                                   | 67’                                                                 |
| 24-3-2022                                                           | Rio de Janeiro                                                      | Brasile                                                             | 4 – 0                                                               | Cile                                                                | Qual. Mondiali 2022                                                 | -                                                                   | 61’                                                                 |
| 5-9-2024                                                            | Buenos Aires                                                        | Argentina                                                           | 3 – 0                                                               | Cile                                                                | Qual. Mondiali 2026                                                 | -                                                                   | 72’                                                                 |
| Totale                                                              |                                                                     | Presenze                                                            | 18                                                                  |                                                                     | Reti                                                                | 0                                                                   |                                                                     |

## Palmarès

### Club

#### Competizioni nazionali
- Campionato cileno: 3

Colo-Colo: 2013-2014 (Clausura), 2015-2016 (Apertura), 2017 (Transición)
- Copa Chile: 1

Colo-Colo: 2016
- Supercopa de Chile: 2

Colo-Colo: 2017, 2018
- Supercopa Internacional: 1

Vélez Sarsfield: 2024